# Solo grandi successi (Nino Buonocore)
Solo grandi successi è un album discografico del cantante italiano Nino Buonocore, pubblicato nel 2007 dalla EMI. Il disco raccoglie materiale dagli album pubblicati con la EMI, e quindi del periodo dal 1984 al 1993.

## Tracce
1. Boulevard
2. Il mandorlo
3. Un po' di più
4. Una canzone d'amore
5. Scrivimi
6. Rosanna
7. E non dire
8. Vorrei darti di più
9. Abitudini
10. Soli
11. Una città tra le mani
12. Oi senorita